# Models psicològics de l'agressivitat
Els models psicològics de l'agressivitat són els models que intenten explicar la conducta agressiva. Aquesta conducta ha estat llargament estudiada per molts autors, sense que cap d'ells hagi aconseguit trobar una definició prou encertada del fenomen delinqüent.

## Agressió i violència

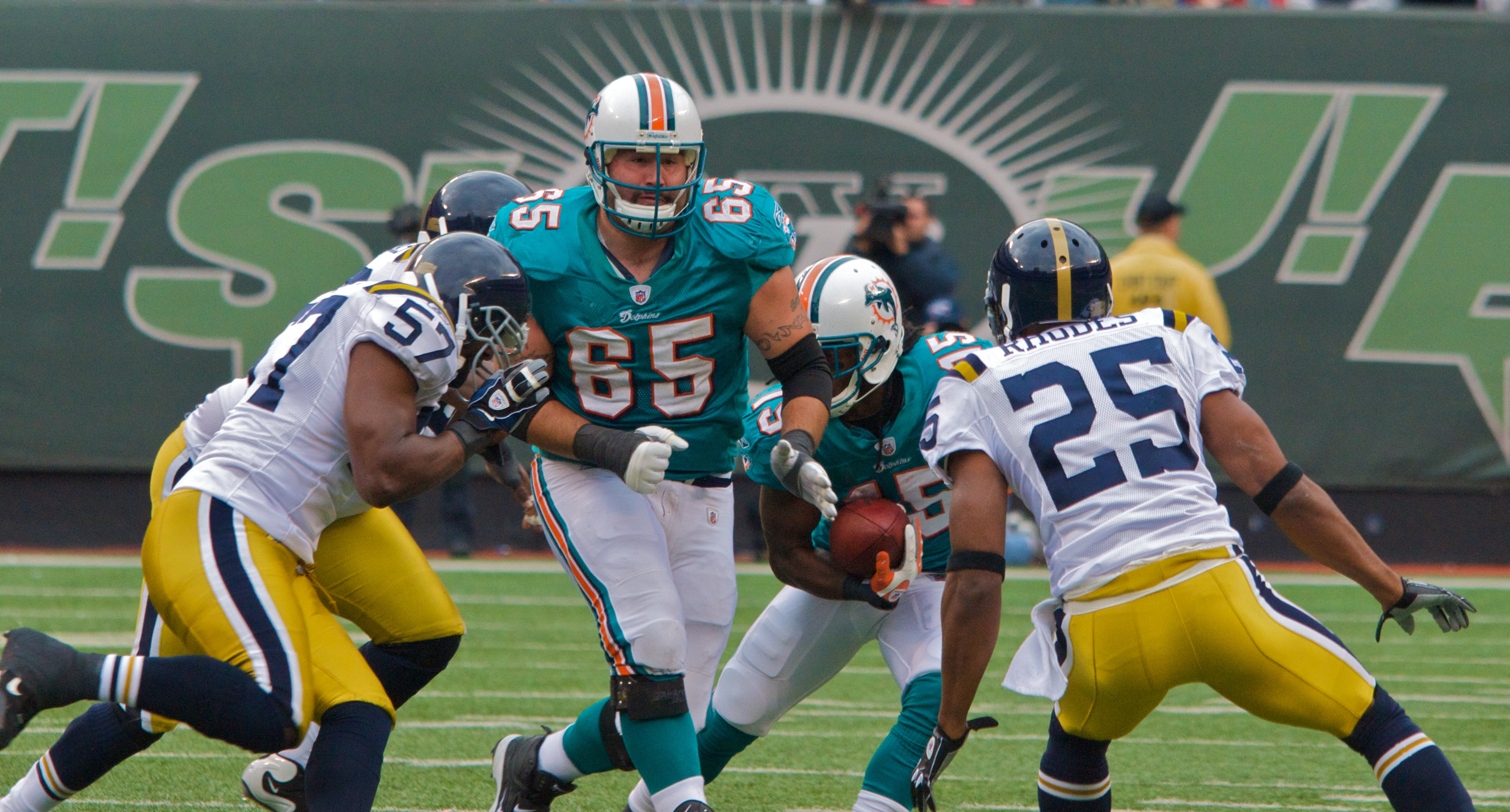
En alguns esports hi ha gestes violentes però no intencionals i, per tant, no violentes.

L'agressió és una resposta que fa un organisme que es torna a un estímul nociu per a un altre organsime. Cal tenir en compte que dins el concepte d'agressió, s'entén que hi ha una intencionalitat de fer dany a l'altra persona. Una de les definicions més acceptades dins la literatura científica en psicologia és la de Rusell (1976) que entén l'agressió com la producció d'un estímul nociu d'un organisme cap a un altre amb la intenció de provocar dany. Un altre autor força citat és Lolas (1991) que va distingir entre agressivitat, agressió i violència:
- Agressivitat: Terme teòric que integra dades a nivell de conducta motora, a nivell fisiològic i a nivell vivencial.
- Agressió: Conductes agonistes cap a un objecte i intencionals.
- Violència: Manifestació o exercici inadequat de la força o el poder, sense intencionalitat per part de l'agent o del pacient de l'acció.[2]

## Tipus de conducta agressiva i violenta

### Violència interpersonal
Les característiques de la violència interpersonal difereixen notablement entre les diferents regions del món. De totes maneres, s'ha observat que el comportament violent o delictiu abans dels 13 anys sol ser un factor de risc de promoure conductes violentes en el futur, com ho és la impulsivitat, les actituds o creences agressives i el fracàs escolar. Igualment, haver patit maltractaments a de petit o haver presenciat actes de violència també poden considerar-se factors de risc.
A nivell comunitari, l'exposició de violència en els mitjans de comunicació provoca un augment d'actes violents a curt termini però no s'ha demostrat que sigui perjudicial a llarg termini. Les conductes violentes augmenten en èpoques de repressió i conflicte armat, així com és més evident en països sense tradició democràtica.

### Maltractament infantil

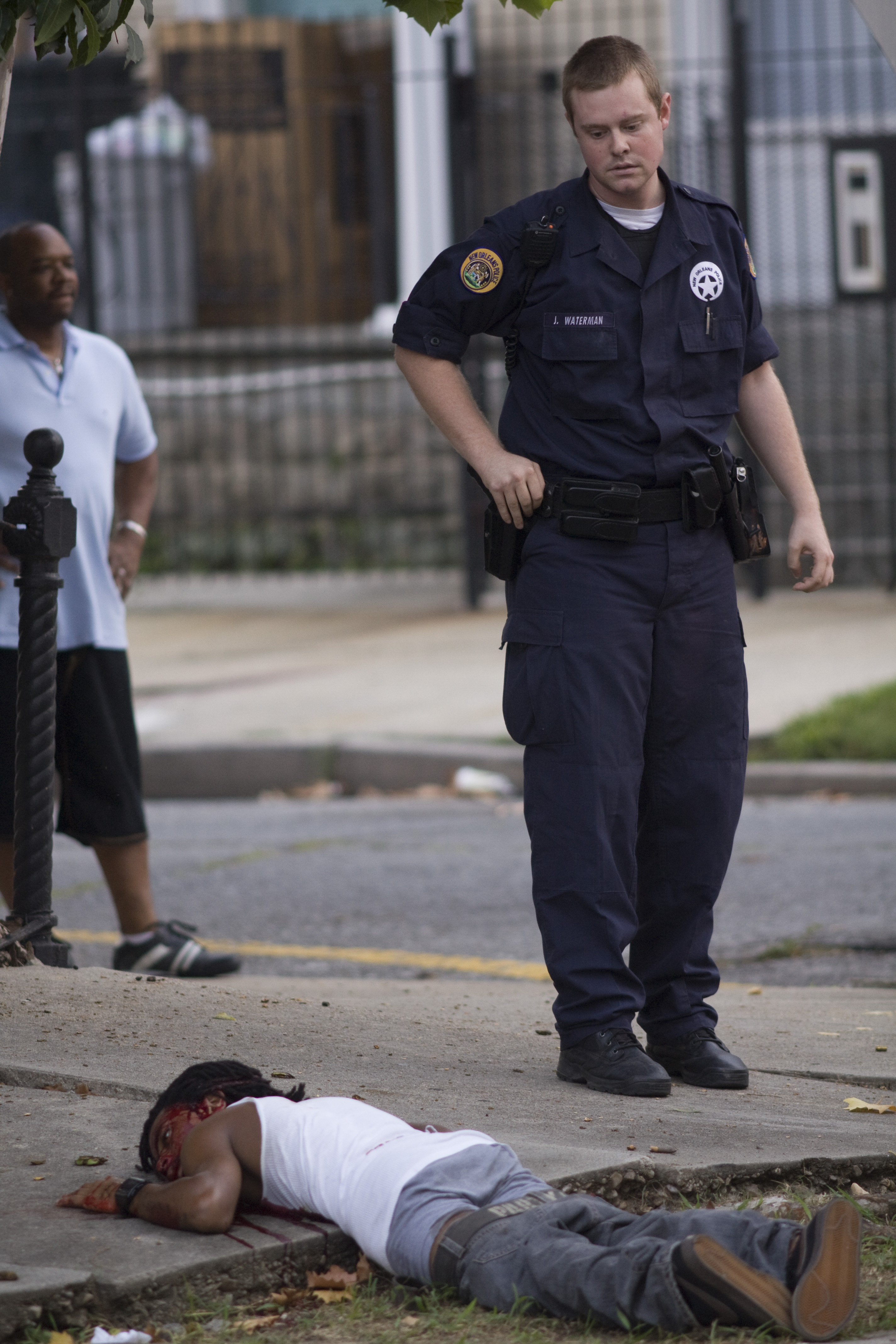
El maltractament a menors inclou la violència física.

El maltractament a menors comprèn la violència física, sexual i psíquica, a part de l'abandonament. Estudis demostren que tenen més risc de malotractament físic els nens petits, mentre que els adolescent tenen més risc de violència sexual. A nivell de gènere, els nens reben més cops i les nenes més abusos sexuals i abandonament.
Com a factors de risc, trobariem el fet d'haver estat educat en una família monoparental o per pares molt joves, i especialment l'existència de models violents a la família. En la majoria de països, les mares castiguen més als fills, però els pares solen infligir càstigs més severs o i solen ser els causants de violència sexual. Altres factors de risc serien la percepció paterna de poques expectatives sobre el desenvolupament del nen, l'escàs control d'impulsos, l'estrès i l'aïllament social.

### Maltractament a gent gran
El maltractament a la gent gran comprèn la violència física, sexual i psíquica, a part de l'abandonament. Aquestes normalment es donen pel deteriorament de les relacions familiars o pel fet que el cuidador de la persona gran depèn econòmicament d'ell o viu amb la persona ha cuidar. En aquest cas, les dones tenen més risc a ser víctimes, a ser abandonades quan falta el marit o que els prenguin els béns. En residències o centres hospitalaris, es solen donar en casos de personal mal format o que té excés de feina.

## Violència sexual
Comprén gran diversitat d'actes. La majoria d'agressions sexuals tenen com a víctimes dones i nens. La violència sexual repercuteix profundament sobre la salut física i mental de les víctimes. S'associa a un major risc de patir problemes sexuals i reproductius amb conseqüències que es manifesten tant de forma immediata com passats els anys, i és un factor de risc de mort per suïcidi, SIDA o d'homicidi.
Els estudis mostren que la diferència entre homes violents i els que no ho són, podrien estar relacionades amb el fet que els primers tenen major nombre de fantasies sexuals de tipus coactiu, preferència per les relacions sexuals de tipus impersonal i major hostilitat cap a les dones. També s'ha relacionat amb el fet d'haver presenciat escenes de violència familiar o haver tingut pares emocionalment distants i desatents. altres factors serien la pobresa o viure en una comunitat que tolera la violència sexual.

## Violència autoinfligida
El suïcidi és la 14a causa de mort al món, les tases més elevades es registren en països d'Europa Central i les més baixes a Amèrica Llatina i alguns països asiàtics. els homes tenen més risc que les dones. Només una minoria dels que tenen risc l'acaben portant a terme, i inclús persones que porten a terme actes suïcides no tenen intenció de suïcidar-se. Els factors de risc adjacents serien l'abús d'alcohol i drogues, antecedents de maltractament en la infantesa, aïllament social, la depressió i altres trastorns psiquiàtrics.

## Violència col·lectiva

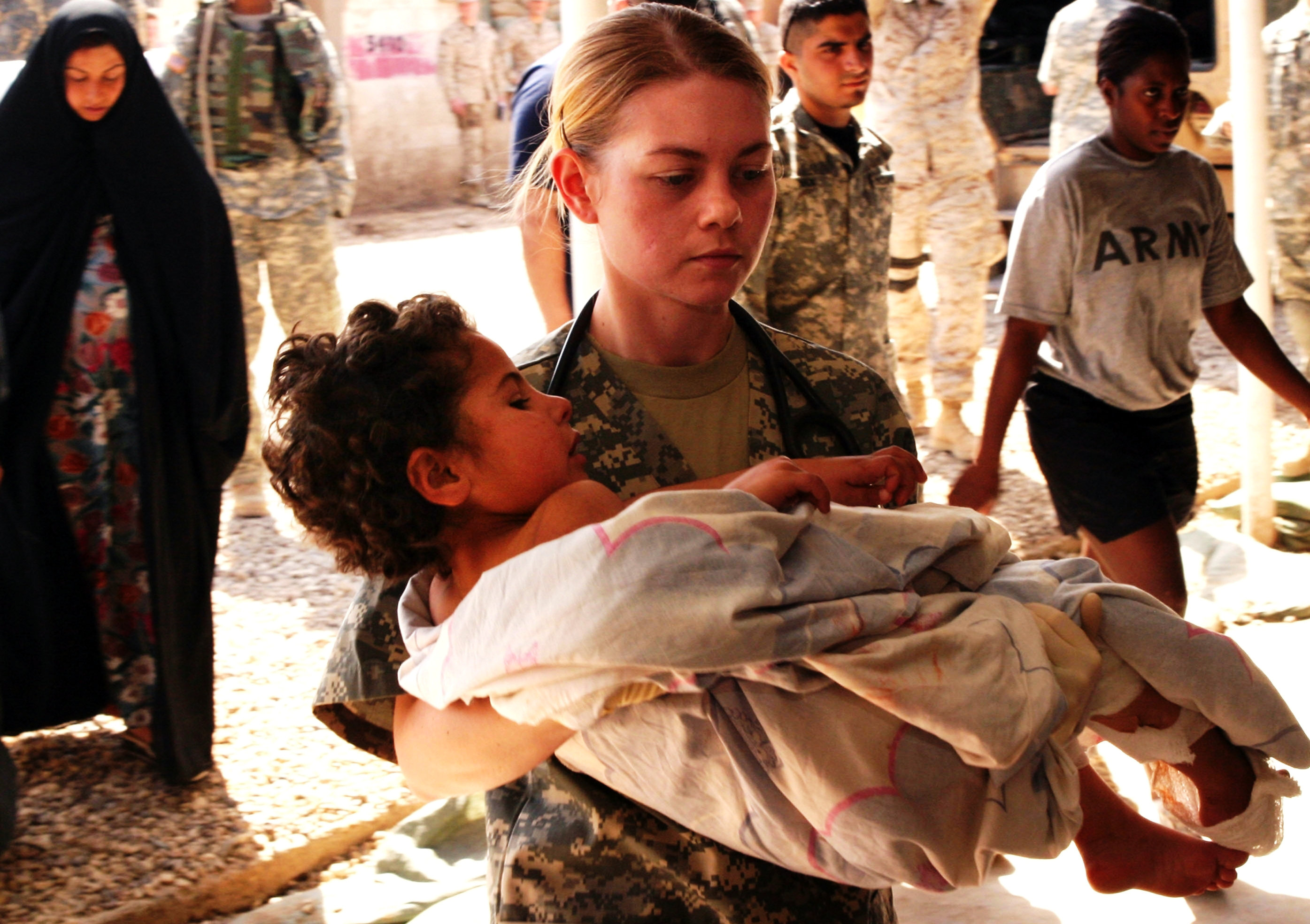
Els infants solen ser les principals víctimes dels conflictes armats.

La violència col·lectiva sol exercir-se entre nacions o grups. Normalment els lactants i els refugiats són les principals víctimes. La Carnegie comission on preventing deadly conflict ha identificat diversos factors que posen els països en risc de guerra: absència de democràcia, desigualtats socials, monopolis de recursos naturals i canvis demogràfics ràpids, que suposen falta de recursos i d'ofertes laborals.

## Mètodes d'avaluació de la conducta violenta i la seva predicció
Existeixen múltiples formes d'avaluar la violència, entre les quals destaquen.
- El test del dibuix de frustració de Rosenzweig
- Instruments desenvolupats de manera intuïtiva: escales d'hostilitat o qüestionaris d'agressió.
- Instruments desenvolupats de manera empírica: escala d'agressió de Schultz, etc.
- Instruments desenvolupats de manera teòrica.

## Prevenció de la violència
La prevenció de la violència tindrà més probabilitat d'èxit si és integral i amb base científica. Les intervencions que comencen a la infantesa i que es perllonguen en el temps són més exitoses que les intervencions a curt termini.

### Estratègies a nivell individual
Se centra en dos objectius:
- Fomentar l'actitud i el comportament saludable en nens per protegir-los
- Modificar les actituds i comportaments en individus que ja s'han convertit en violents o que tenen risc d'atemptar contra ells mateixos

Dins d'aquests objectius trobem programes d'educació per incentivar als alumnes a acabarl'ensenyament secundari, programes de desenvolupament social per millorar l'èxit escolar i les relacions socials, Programes terapèutics i d'assessorament a víctimes o persones amb risc d'atemptar contra elles mateixes, programes amb autors de delictes sexuals,

### Estratègies relacionals
Les estratègies més centrades amb les relacions són les següents: formació parental de formes d'ensenyar i de tècniques d'autocontrol, programes de tutoria on s'emparella a un jove amb un algú aliè a la família que es preocupi per ell i li faci de model, programes de teràpia familiar on es busca millorar la interacció i les relacions entre membres de la família, programes de visita domiciliària, formació en aptituds relacionals (Cal destacar els programes Stteping stones i Men as a partners)

### Iniciatives de base comunitària
En aquest apartat hi ha:
- Campanyes d'educació pública.
- Modificacions de l'entorn físic, com millorar la il·luminació dels carrers o establir rutes segures per als nens.
- Activitats extraescolars per a joves.
- Formació específica de polcies, professionals de la salut i de l'educació.
- Programes de policia comunitària.
- Programes per a àmbits específics: escoles, feina, camps de refugits, etc.
- intervencions comunitàries coordinades que involucren molts sectors.

### Estratègies basades en la societat
En aquest apartat trobariem:
- Mesures legislatives i judicials com la llei de violència masclista.
- Tractats internacionals.
- Polítiques contra la pobresa.
- Polítiques de modificació de normes socials i culturals.
- Programes de desarmament en països subdesenvolupats.

## Intervenció Psicològica
- Psicofarmacologia: Neurolèptics que es fan servir per al control de la hiperactivitat o impulsivitat, ansiolítics, hipotensors, liti si existeixen fases maníaques, cafeïna i alertitzants, ja que faciliten la normalització de la conducta i l'agressivitat associada a la hiperkinesia.
- Psicoteràpia: S'ha treballat en dos grans blocs les pautes familiars i en les discussions de parella. De la primera destaquen les següents pautes psicològiques:
  - A curt termini evitar la confrontació sempre que sigui possible, explicar els fets de forma tranquil·la i clara, i disculpar-se si no es té la raó. Evitar entrar en escalades de violència.
  - A llarg termini, mantenir les regles consistents a la relació entre adults i joves o nens. Mantenir una posició assertiva i buscar un compromís i una negociació per evitar la confrontació.
  - La conducta es pot modificar en la mesura en qué és possible reforçar-la quan és cooperativa i ignorar-la quan és provocativa.
- en les discussions de parella:
  - A curt termini fer servir el temps fora i discutir un cop s'han calmat els ànims i es pot fer de forma racional.Quan es parli s'han de centrar en el que ha succeït, evitant parlar del passat. Les relacions físiques no han de ser una substitució de la resolució del problema.
  - A llarg termini, poder qüestionar les pròpies actituds, sense donar les culpes automàticament a un mateix o a una parella. S'ha de parlar del tema conflictiu en moments de calma, no amb ràbia. Cultivar l'assertivitat sense agressivitat gratuïta o innecessària.